# Фосфид нептуния(III)
Фосфид нептуния(III) — бинарное неорганическое соединение
нептуния и фосфора
с формулой NpP,
чёрные кристаллы,
не растворяется в воде.

## Получение
- Сплавление стехиометрических количеств чистых веществ:

{\displaystyle {\mathsf {Np+P\ {\xrightarrow {750^{o}C}}\ NpP}}}

## Физические свойства
Фосфид нептуния(III) образует чёрные кристаллы
кубической сингонии,

параметры ячейки a = 0,5614 нм.
Не растворяется в воде.